# Ипуин
Ипуин — река на полуострове Камчатка в России.
Длина реки — 34 км. Берёт начало у северного склона горы Кормилица. Впадает в реку Левая Щапина слева на расстоянии 81 км от устья, у кордона Ипуин.
Основные притоки: Правый Ипуин, ручьи Глубокий 2-й и Быстрый.
Верховья реки находятся на территории Кроноцкого заповедника; ниже по её руслу проходит южная граница обособленного Лазовского участка этого заповедника.
Гидроним имеет ительменское происхождение, его значение не установлено.
По данным государственного водного реестра России относится к Анадыро-Колымскому бассейновому округу.